# إحصائيات انتشار الفصام

معدل السنة الحياتية للإعاقة للفصام في كل 100000شخص في عام 2004.
لا إحصاءات
≤ 185
185–197
197–207
207–218
218–229
229–240
240–251
251–262
262–273
273–284
284–295
≥ 295

يصيب الفصام حوالي 0.3 - 0.7٪ من الناس في مرحلة ما من حياتهم، أو 21 مليون شخص في جميع أنحاء العالم اعتبارًا من عام 2011 (حوالي واحد من كل 285). ومن خلال استخدام طرق دقيقة في تشخيص المرض وعدد كبير من السكان، يبدو أن حالات الفصام تحدث بثبات نسبي مع مرور الوقت خلال نصف القرن الأخير.
بينما يُزعم أن الفصام يحدث بمعدلات مماثلة في جميع أنحاء العالم، إلا أن انتشاره وحدوثه يختلفان في جميع أنحاء العالم، وداخل البلدان، وعلى المستوى المحلي ومن حي سكني إلى آخر. يتسبب الفصام في حوالي 1 ٪ من معدل السنة الحياتية للإعاقة. يختلف معدل حدوث الفصام إلى ثلاثة أضعاف حسب طريقة تعريفه.

## انتشار الفصام حسب العمر والجنس
يُشخص مرض الفصام بنسبة 1.4 في الذكور أكثر من الإناث، وعادةً ما يظهر في وقت مبكر لدى الرجال- إذ تتراوح أعمار الذروة للظهور من 20 إلى 28 سنة للذكور و 26 إلى 32 سنة للإناث. ويعتبر فصام الطفولة أندر بكثير من فصام البالغين، كما هو الحال في منتصف العمر أو كبار السن.
ويتراوح متوسط عمر الدخول الأول للمستشفى لعلاج الفصام بشكل عام بين 25 و 35 عامًا. وقد أشارت الدراسات إلى أن الأفراد ذوي الدخل المنخفض يميلون إلى تشخيص اضطرابهم لاحقًا بعد ظهور الأعراض، مقارنةً بذوي الدخول المرتفعة. ونتيجةً لذلك، فمن المرجح أن تعيش الطبقات الاجتماعية الأدنى بمرضها دون علاج.
من المقبول عمومًا أن تميل النساء إلى الإصابة بمرض الفصام في أي مكان ما بين 4 إلى 10 سنوات بعد نظرائهن من الرجال. ومع ذلك، فإن استخدام المعايير واسعة لتشخيص مرض الفصام يدل على أن للذكور عمرًا مزدوجًا من بداية ظهور الأعراض، حيث تبلغ ذروتها 21.4 عامًا و 39.2 عامًا، في حين يبلغ سن الذروة لدى الإناث عند 22.4 و 36.6 و 61.5 عامًا.
يثير عمر الذزوة الإضافي دى الإناث بعد انقطاع الطمث لمرض الفصام المتأخر لدى النساء تساؤلات عديدة حول مسببات المرض، كما تثير نقاشًا حول «أنواع فرعية» لمرض الفصام، حيث يكون الرجال والنساء عرضة لأنواع مختلفة (انظر أسباب الفصام). ومما يدعم ذلك أيضًا التباين في عرض المرض بين الجنسين.
تشمل النظريات الأخرى التي قد تفسر هذا الاختلاف عوامل وقائية أو مهيئة لدى الرجال أو النساء قد تجعلهم أكثر أو أقل عرضةً للمرض في مراحل مختلفة من الحياة. فعلى سبيل المثال، قد يكون الاستروجين عاملاً وقائيًا للنساء، حيث وُجد أن الاستراديول فعال في علاج الفصام عند إضافته للعلاج باستخدام مضادات الذهان.

## انتشار الفصام حسب البلد
في عام 2000، وجدت منظمة الصحة العالمية أن معدلات الانتشار والانتشار لمرض الفصام متماثلان تقريبًا في جميع أنحاء العالم، مع انتشار موحد حسب العمر لكل 100000شخص، بدايةً من 343 حالة في أفريقيا إلى 544 في اليابان وأوقيانوسيا للرجال ومن 378 حالة في أفريقيا إلى 527 في جنوب شرق أوروبا للنساء.
ومع ذلك، يميل تأثير الفصام إلى أن يكون الأعلى في أوقيانوسيا، والشرق الأوسط، وشرق آسيا، في حين يتنخف حالات الإصابة في اليابان، والولايات المتحدة، ومعظم أنحاء أوروبا. وعلى الرغم من القرب الجغرافي النسبي، فإن معدل معدل السنة الحياتية للإعاقة للفصام في إندونيسيا يضاعف نظيره تقريبًا في أستراليا والدول ذات المعدلات الأعلى أوالأقل. قد ينشأ التباين بين معدلات السنة الحياتية للإعاقة ومعدلات الانتشار من الاختلافات في توافر العلاج الطبي؛ إذ تحمل السنوات التي عاشت فيها الحالات اضطرابات نفسية قيم معدلات السنة الحياتية للإعاقة أعلى بكثير عند عدم علاجها.